# Kalnik
Kalnik est un village et une municipalité située dans le comitat de Koprivnica-Križevci, en Croatie. Au recensement de 2001, la municipalité comptait 1 611 habitants, dont 99,26 % de Croates et le village seul comptait 418 habitants.

## Localités
La municipalité de Kalnik compte 8 localités :
| - Borje - Kalnik - Kamešnica - Obrež Kalnički | - Popovec Kalnički - Potok Kalnički - Šopron - Vojnovec Kalnički |